# Église Saint-Patrice du Teilleul
Pour les articles homonymes, voir Église Saint-Patrice.
L'église Saint-Patrice est une église catholique située au Teilleul en France.

## Localisation
L'église est située dans le département français de la Manche, sur la commune du Teilleul.

## Historique
La paroisse de Saint-Patrice existe avant la construction du château et remonterait à l'évangélisation du pays vers le VIe ou VIIe siècle.
L'église primitive est détruite lors de l'invasion des Normands et est reconstruite à la même place. L'église de Saint-Patrice et ses dépendances sont données par la suite à l'abbaye de Savigny.
Les projets de construction d'une nouvelle église placée au centre du bourg sont dressés en 1851 par Nicolas Théberge, architecte de la Manche. On doit également à ce dernier d'autres édifices dans le style néo-gothique comme Notre-Dame-des-Champs d'Avranches en 1855, Saint-Hilaire-du-Harcouët en 1855, Saint-Pair de Sartilly ou Sainte-Croix de Saint-Lô en 1860.
L'église est inscrite au titre des monuments historiques depuis le 16 février 2006.

## Architecture
L'église est achevée en 1854 et se rattache au courant néo-normand dont elle se distingue toutefois par plusieurs éléments architecturaux (traitement architectural de la façade avec clocher central et clochetons latéraux).
La sacristie axiale affecte un plan circulaire, unique dans la région.

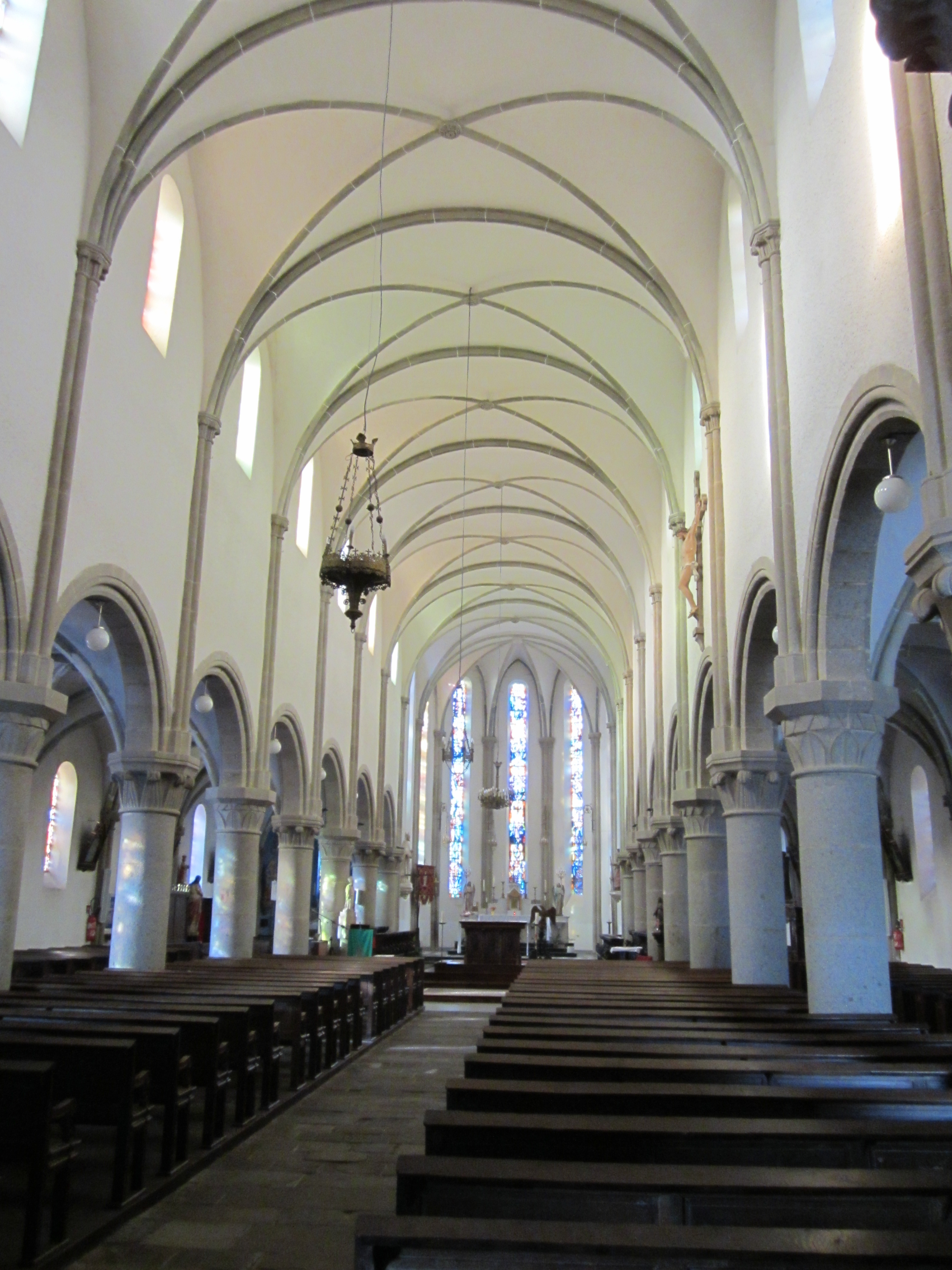
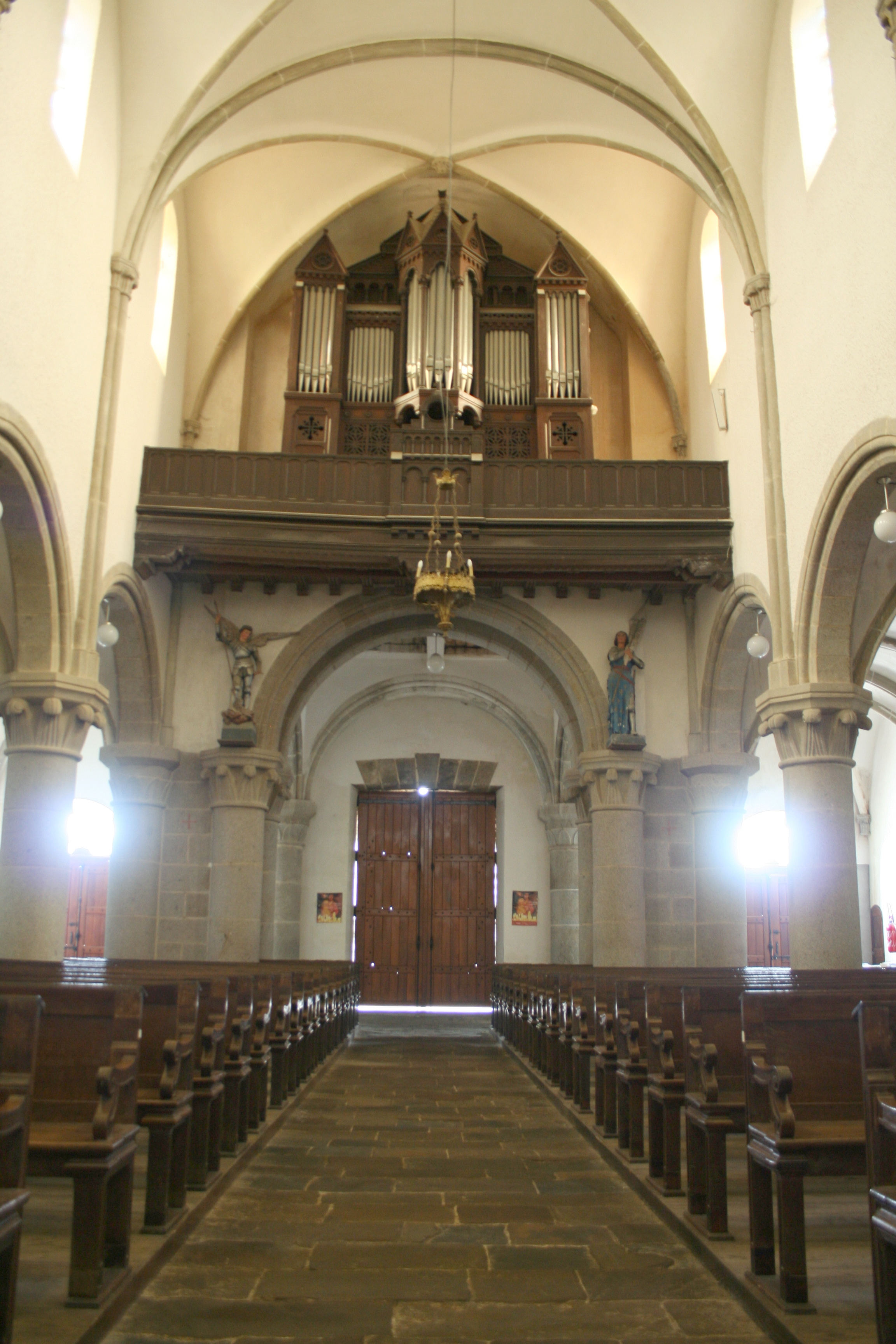

## Mobilier
Le mobilier est contemporain de l'édifice. Les fonts baptismaux et leur couvercle sont classés à titre d'objet.

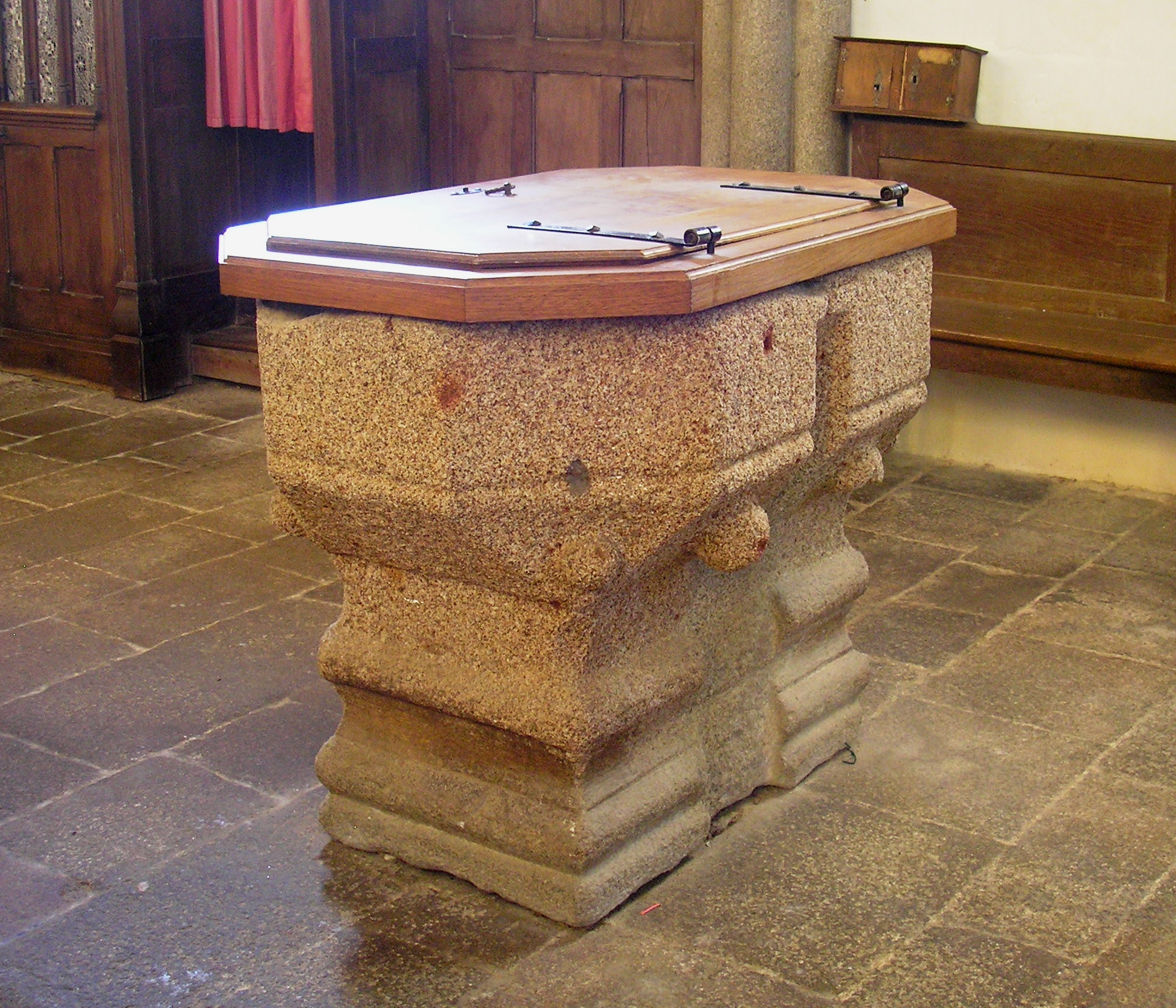
Les fonts baptismaux.
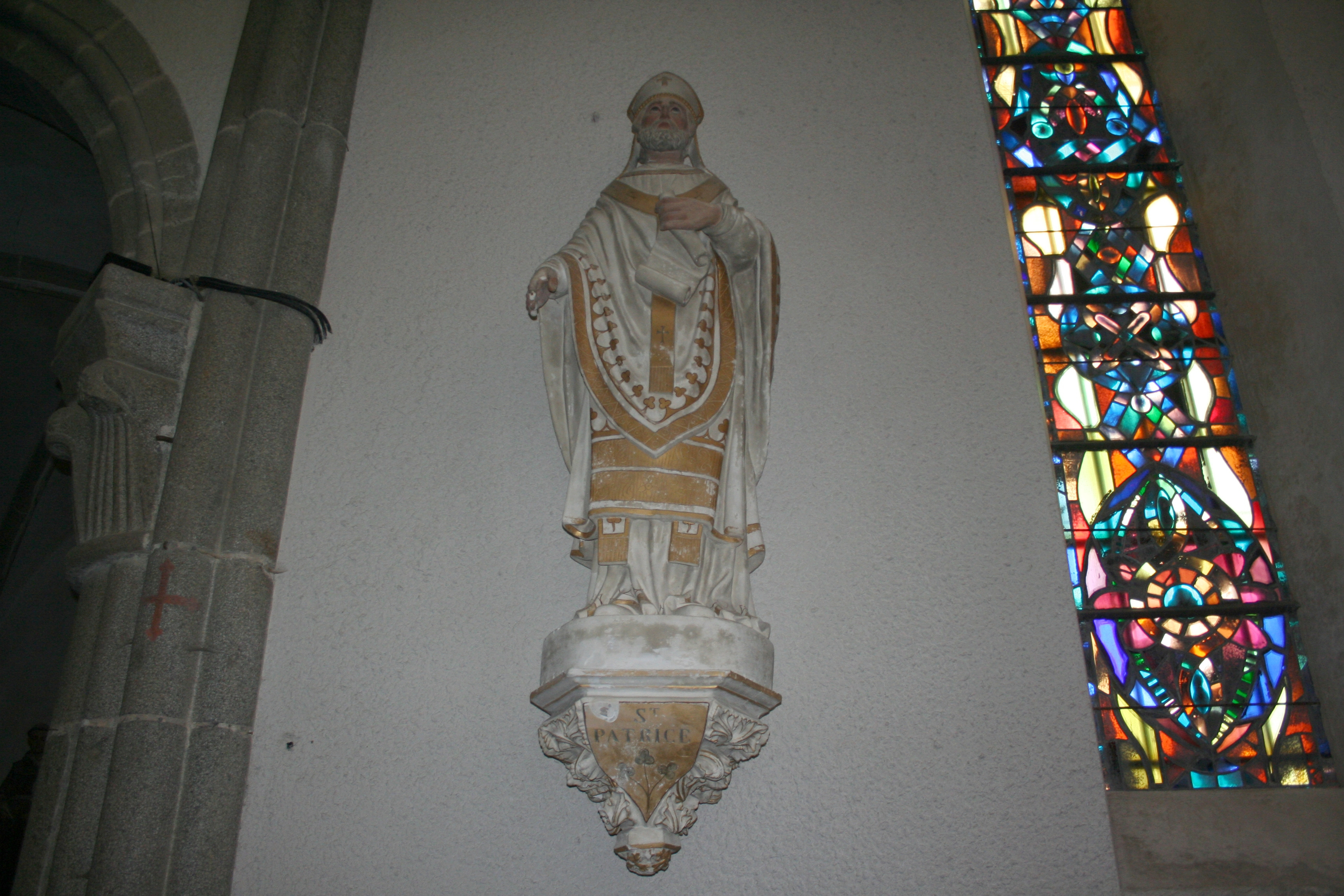
La statue de saint Patrice.
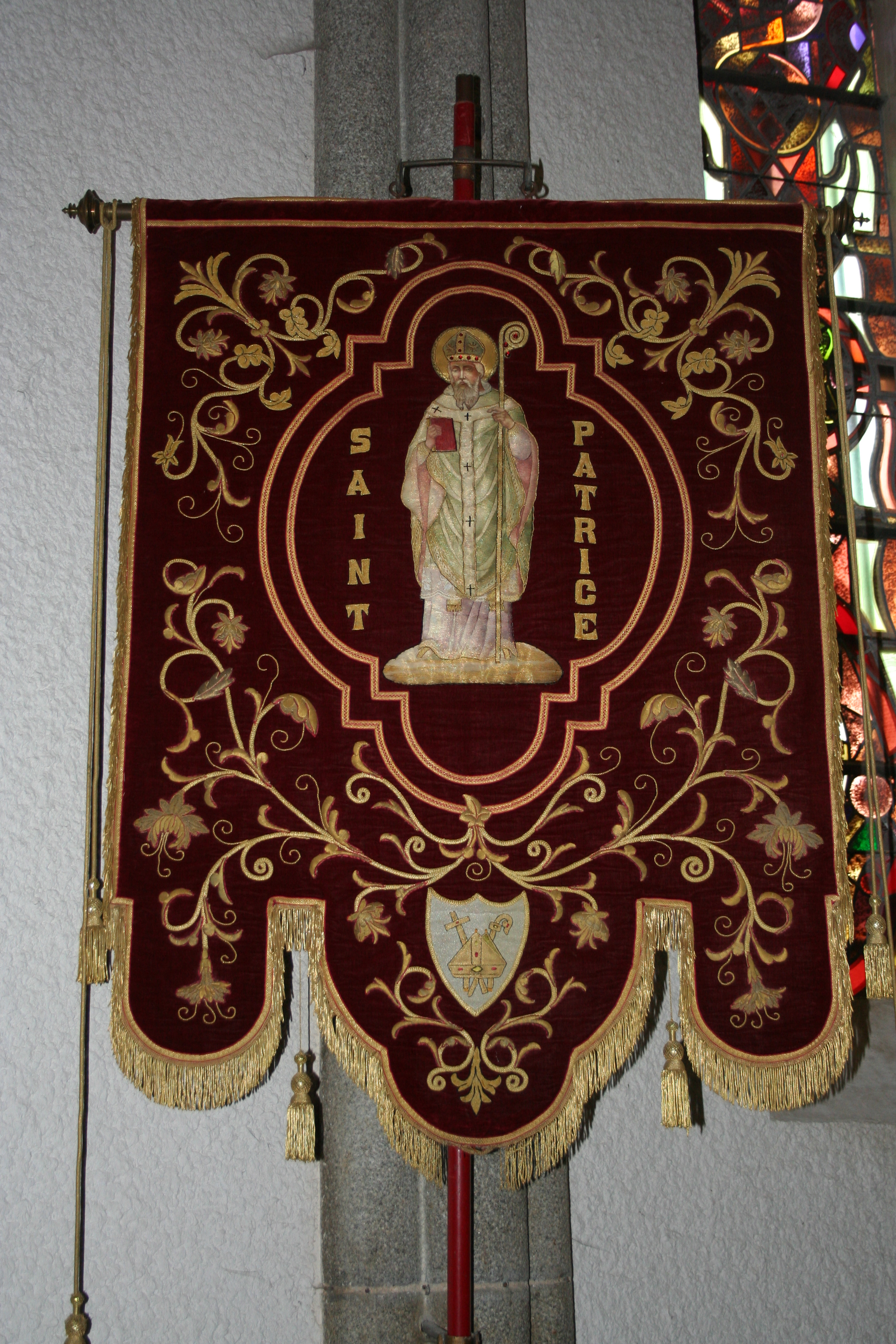
Bannière de procession.
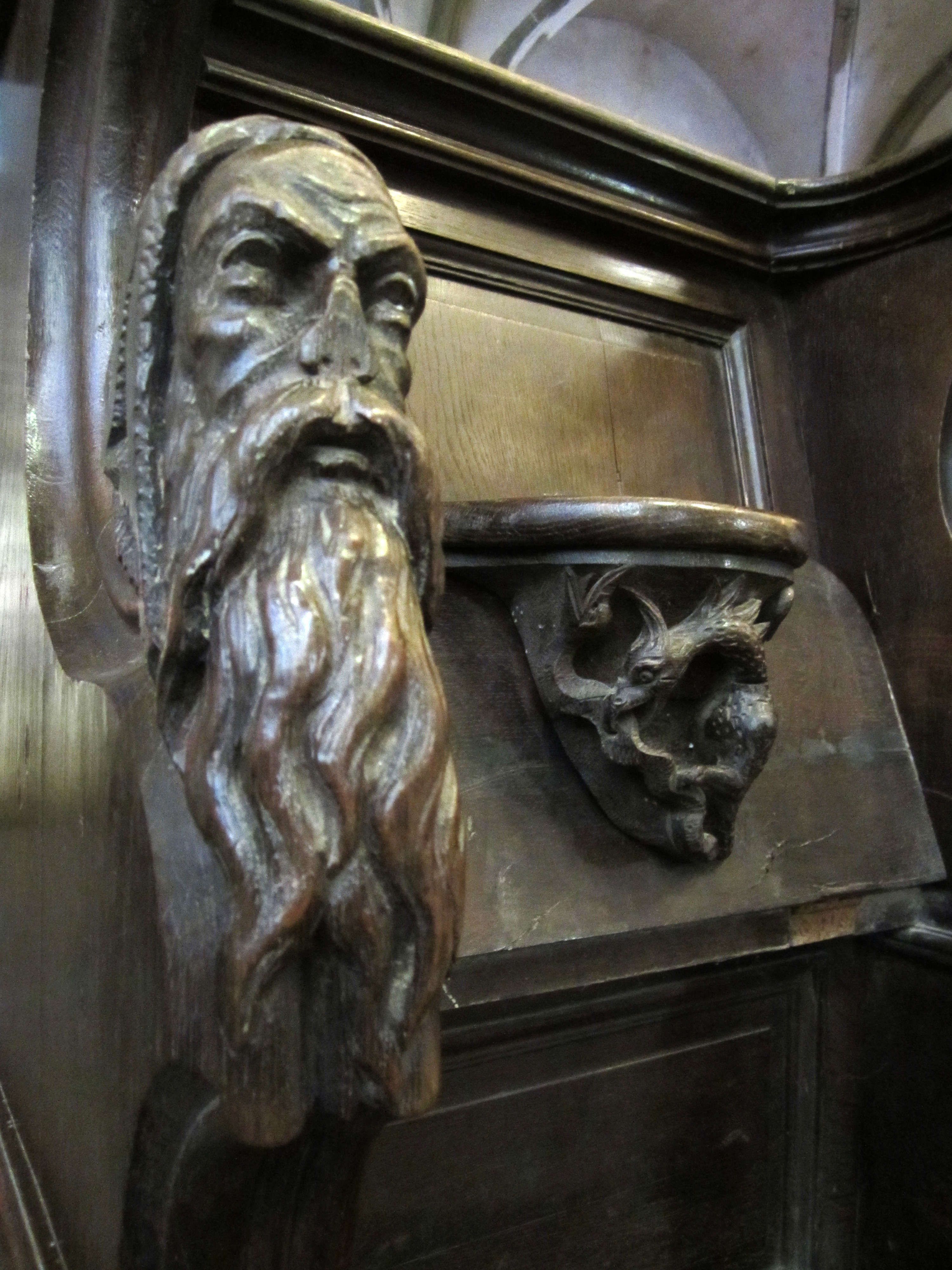
Les stalles.